# San Andrés (site olmèque)
Pour les articles homonymes, voir San Andres.

Déroulé du cylindre de San Andrés, montrant un oiseau formulant l'expression « 3 Ajaw ».

San Andrés est un site archéologique olmèque, dans l'État mexicain de Tabasco. Situé à 5 km au nord-est du site cérémoniel de La Venta, dans le delta de la rivière Grijalva, il est considéré comme le lieu de résidence des élites de La Venta. Plusieurs trouvailles d'importance y ont été faites, dont la plus ancienne preuve de domestication du tournesol, des aperçus sur les rituels Olmèques, des miniatures didactiques et des exemples d'un probable système d'écriture Olmèque.
Mary Pohl, financée par la Foundation for the Advancement of Mesoamerican Studies, Inc. (FAMSI), fut une actrice majeure de l'étude du site en conduisant l'analyse des céramiques et la collecte des vestiges de vaisselle cérémonielle ainsi que celle des éléments d'écriture olmèque sur pierre verte et sur sceaux cylindriques en céramique.

## Contexte
La plus ancienne preuve d'activité humaine à San Andrés, du pollen de maïs (zea) et de grands dépôts de charbon de bois, issus de l'agriculture sur brûlis, a été datée de 5300 av. J.-C. À cette époque, le golfe du Mexique pénétrait plus profondément à l'intérieur des terres, et San Andrés était situé près de plages et de barrières lagunaires, qu'on ne retrouve de nos jours qu'à une quinzaine de kilomètres plus au nord.
Il existe d'autres témoignages d'habitat humain, du pollen, daté de 4600 av. J.-C., des graines, datées de 2600 av. J.-C. ; la culture du maïs est attestée, quant à elle, en 2000 av. J.-C.

Zone métropolitaine olmèque. En jaune, les sites olmèques, en rouge, les endroits où des objets ont été trouvés mais qui ne sont pas associés à des traces d'habitat.

La preuve la plus ancienne d'une occupation olmèque date de 1350 av. J.-C. ; celle-ci dure au moins 150 ans, jusqu'en 1200 av. J.-C., puis elle est suivie par un hiatus qui dure jusqu'à 900 av. J.-C. environ. Occupé ensuite sans discontinuer durant les 550 ans qui suivent, le site est finalement abandonné aux alentours de 350 av. J.-C. Cette date coïncide approximativement avec celle de l'abandon de La Venta et la fin de la civilisation olmèque.

## Traces anciennes de domestication des plantes
San Andrés est remarquable par les graines et pollens anciens qu'on y a trouvé. Bien que le climat tropical humide des basses plaines ait accompli son œuvre en transformant jusqu'aux squelettes en substances organiques, l'équipe pluridisciplinaire de chercheurs a creusé jusqu'au niveau de la nappe phréatique, espérant que le sol gorgé d'eau, plus favorable en matière de conservation, permettrait de retrouver des échantillons anciens.
Leurs découvertes furent les suivantes :
- du pollen de maïs ancien (maïs zea) datant de 5600 av. J.-C. ;
- un grain de pollen de manioc datant de 4600 av. J.-C. ; dans la mesure où le pollen de manioc est rare dans les sédiments, cette découverte est soit « fortuite, soit le signe que le manioc poussait en abondance près du site » ;
- une graine et un fruit de tournesol domestiqué, datant respectivement de 2650 av. J.-C. et 2550 av. J.-C. C'est la plus ancienne trace de tournesol domestiqué retrouvée jusqu'alors ;
- du pollen de coton (Gossypium) daté d'environ 2500 av. J.-C. Les chercheurs suggèrent qu'il s'agit de coton domestiqué car le coton sauvage ne se trouve pas naturellement dans la partie orientale des côtes du golfe[1].

## Banquets
« Durant la période préclassique (formative period), les produits de consommation à « statut élevé » étaient des composants significatifs des pratiques culturelles et la source d'un pouvoir social, politique et idéologique. » « Les premières sociétés complexes ont souvent utilisé le banquet comme moyen pour les individus de gagner des partisans et d'affirmer leur statut » et c'est ce qui s'est passé à San Andrés.
Cette étude est particulièrement intéressante car les chercheurs ont utilisé des méthodes modernes et éprouvées pour déterminer les faits sociaux concernant un site dont la structure sociale est mal connue. Le maïs et le cacao ont été identifiés grâce à leurs biomarqueurs distinctifs, tels que la fixation en C4 du carbone pour le maïs et les composés organiques azotés pour le cacao. « Les découvertes concernant les modes d'utilisation du maïs suggèrent qu'il était consommé comme une nourriture et une boisson de festin plutôt que comme un aliment de base. D'autres résultats suggèrent qu'il était possible que les Olmèques aient consommé du cacao. » Durant le préclassique moyen, organiser des banquets était un moyen de montrer son pouvoir, de développer son statut et d'affirmer son identité, la consommation d'alcool ayant une signification rituelle et spirituelle parmi les élites. Le cacao, l'alcool de maïs et les « nourritures de l'élite » donnaient à ces rassemblements une signification particulière, établissant ainsi la preuve définitive qu'il existait une élite, une classe sociale supérieure, à San Andrés, et, par extension, à La Venta.

## Miniatures à visée didactique
Pohl et al. 2005 ont trouvé nombre de preuves permettant d'affirmer que les représentations miniatures d'objets quotidiens étaient utilisées dans un rituel. « Ces miniatures ont peut-être été conçues dans le but précis de réaliser des reconstitutions didactiques ou rituelles de mythes ou d'événements historiques importants à l'instar de l' « Offrande 4 de La Venta ». » D'autres objets (artefacts en pierre verte, bijoux, masques miniatures, miroirs en fer…) ayant une connotation religieuse ont été découverts à San Andrés. « Une comparaison contextuelle suggère que, comme les artefacts de prestige de La Venta, les articles somptueux de San Andrés étaient des éléments importants de l'activité cérémonielle. »

## Système d'écriture olmèque

Glyphes de San Andrés. Les glyphes du haut ont été interprétés comme l'expression « 3 Ajaw » (ajaw étant un titre de noblesse). Les deux glyphes du bas sont gravés sur un objet en roche verte.

Des fouilles à San Andrés, en 1997 et 1998, produisirent trois artefacts que beaucoup d'archéologues considèrent comme étant la démonstration que la civilisation olmèque utilisait un véritable système d'écriture. Ces objets, datés d'environ 650 av. J.-C. (au milieu de la période olmèque à San Andrés et La Venta), ont été trouvés parmi des détritus, les restes d'une fête ou d'un banquet. « Le fait que les artefacts portant des glyphes aient été trouvés parmi les restes d'un banquet suggère que, pour les Olmèques, l'écriture était sacrée et étroitement liée à des rituels. »
Le plus important est un cylindre en céramique de la taille d'un poing, dont on pense qu'il était utilisé pour décorer des vêtements. Lorsqu'il est déroulé, le cylindre montre deux phylactères, émanant d'un oiseau ; ils représentent des logogrammes, supposés former l'expression « 3 Ajaw ». Le chiffre est exprimé dans le système mésoaméricain à base de traits et points ; « ajaw » est le nom d'un jour dans le calendrier sacré de 260 jours, et signifie aussi « roi », l'ensemble pouvant être le nom personnel d'un roi. Les deux autres artefacts sont des fragments de la taille d'un ongle, provenant d'une plaque en roche verte, chacun portant un glyphe incisé. Les deux glyphes sont semblables à ceux, bien documentés, d'autres systèmes d'écriture mésoaméricains, tel le système d'écriture épi-olmèque ou isthmien.
Le célèbre archéologue Michael D. Coe interprète ces glyphes comme un « ancien type d'écriture », et Richard A. Diehl, qui fouilla le site olmèque de San Lorenzo avec Michael Coe, estime que cette découverte « établit l'existence d'un système d'écriture et d'un calendrier olmèques vers 650 av. J.-C. » Cependant, David Stuart, épigraphiste spécialiste des Mayas, déclare qu'il est difficile d'établir l'existence d'un système d'écriture à partir d'une poignée de symboles.

### Stèle de Cascajal
La question de savoir si les olmèques possédaient un système d'écriture se complique en 2006, lorsqu'est découverte la Stèle de Cascajal. C'est une pierre en serpentinite, incisée de 62 caractères, datée de 900 av. J.-C., mais sans contexte archéologique. Les 28 caractères distincts qui y figurent ne semblent pas être précurseurs de ceux de San Andrés, car il n'y a aucune ressemblance évidente avec eux et, de même, ils sont différents de ceux de tous les autres systèmes d'écriture mésoaméricains connus. Les caractères utilisés sur la Stèle de Cascajal « n'ont apparemment laissé aucune descendance, et n'ont aucun lien avec les caractères de type « isthmien » ni aucun autre de la période préclassique. » L'interprétation des glyphes de San Andrés (et ceux de la Stèle de Cascajal) nécessiteront de nouvelles recherches.